# Нассаджи Мазандаран
«Нассаджи́ Мазандара́н» (перс. نساجی مازندران‎) — иранский футбольный клуб из города Каэмшахр из северной провинции Мазандаран на берегу Каспийского моря. Основан в 1959 году. Слово Нассаджи́ с персидского языка переводится как Текстильщик, а Нассаджи Мазандаран — как Текстильщик Мазандарана.
Домашние матчи проводит на 15-тысячном стадионе «Ватани́» в Каэмшахре. С сезона 2018/2019 впервые в своей истории участвует в Про-лиге Персидского залива — в высшем по уровню футбольном дивизионе Ирана. В сезоне 2017/2018 участвовал в Лиге Азадеган, где занял второе место и вышел в лигу уровнем выше.

## История
Футбольный клуб «Нассаджи Мазандаран» был основан в 1959 году текстильной компанией — «Nassaji Mazandaran Company». До 1988 года участвовал в региональных, чаще в любительских лигах Ирана. В сезоне 1989/1990 годов участвовал в лиге «Кодс» и заняв третье место, получил путёвку во Второй дивизион Ирана — тогда еще во вторую по уровню лигу Ирана. В дебютном сезоне во Втором дивизионе, мазандаранский клуб занял третье место и получил путёвку в Лигу Азадеган, которая тогда считалась высшей по уровню футбольной лигой страны. 
До сезона 1994/1995 участвовал в Лиге Азадеган, и вылетел во Второй дивизион, в котором участвовал до сезона 2000/2001. В последующие пять сезонов участвовал в Лиге Азадеган и во Втором дивизионе, а с сезона 2006/2007 по 2017/2018 участвовал в Лиге Азадеган. В сезоне 2017/2018 занял второе место в Лиге Азадеган и впервые в своей истории вышел в Про-лигу Персидского залива — в высший по уровню футбольный дивизион Ирана. В Кубке Хазфи, то есть в Кубке Ирана особых успехов не добивался.

## Главные тренеры
| Период    | Главный тренер         |
| --------- | ---------------------- |
| 1959—1978 | Нет достоверных данных |
| 1979—1994 | Рахим Дастнешан        |
| 1994—1996 | Ферейдун Асгхарзаде    |
| 1997—2005 | Нет достоверных данных |
| 2006—2007 | Насер Хеджази          |
| 2007—2009 | Надер Дастнешан        |
| 2010—2011 | Реза Форузани          |
| 2011—2012 | Яхья Гульмухаммади     |
| 2012—2013 | Эсмаэл Эсмаэли         |
| 2013      | Юнэс Гхераэли          |
| 2013—2015 | Надер Дастнешан        |
| 2015      | Паулу Алвеш            |
| 2015—2016 | Куруш Мусави           |
| 2016      | Махмуд Фекри           |
| 2016—2017 | Хусейн Сарави          |
| 2017      | Сакет Эльхами          |
| 2017      | Мехди Пашазаде         |
| 2017—2018 | Давуд Махабади         |
| 2018      | Джавад Некунам         |